# كفر ششتا
كفر ششتا إحدى قرى مركز زفتى التابع لمحافظة الغربية بجمهورية مصر العربية. أصله من توابع ششتا ثم فصل عنها سنة 1231 هـ، ذكر الكفر في تعداد 1882 من توابع مركز سمنود.

## السكان
بلغ عدد سكان كفر ششتا 8634 نسمة حسب تقدير عام 2018.
| السنة  | 1882 | 1897 | 1907 | 1927 | 1947 | 1960 | 1976 | 1986 | 1996 | 2006  | 2018 |
| ------ | ---- | ---- | ---- | ---- | ---- | ---- | ---- | ---- | ---- | ----- | ---- |
| القرية | 1373 | 1401 | 1412 | 1655 | 2049 | 2784 | 3466 | 4690 | 5811 | 6,792 | 8634 |